# Beverage Partners Worldwide
Beverage Partners Worldwide (BPW) fue una empresa conjunta entre The Coca-Cola Company y Nestlé con sede en Zúrich (Suiza). La empresa se inició originalmente en 1991, pero se disolvió en 1994 debido a disputas organizativas y de distribución. Resucitó en 2001 antes de disolverse definitivamente en 2018. The Coca-Cola Company y Nestlé eran socios igualitarios en la empresa conjunta. Sus principales productos eran Nescafé y Nestea.

## Historia
BPW apareció en 1991 como Coca-Cola Nestlé Refreshments Company S.A; y fue creado para desarrollar el negocio del café, el chocolate y el té listos para beber en todo el mundo.
En 2001, la empresa pasó a llamarse Beverage Partners Worldwide (BPW), y en 2007 se reestructuró para centrarse en el desarrollo y el marketing del té listo para beber, con un enfoque especial en Nestea. En 2012, las operaciones de la empresa conjunta se centraron en Europa occidental y oriental, Canadá, Australia, Taiwán, Hong Kong y Macao.
En marzo de 2017, Nestlé y Coca-Cola acordaron disolver la empresa BPW a partir del 1 de enero de 2018, en parte porque Nestlé quería expandir Nestea por su cuenta. En ese acuerdo, Nestlé le dio a Coca-Cola la licencia para fabricar y distribuir Nestea en Canadá, España, Portugal, Andorra, Rumania, Hungría y Bulgaria.

## Mercados de BPW
BPW cubría 52 países por toda Europa (incluyendo Rusia), Canadá, Australia, Hong Kong, Taiwán y Macao.
En Europa, BPW se encargaba de Nestea en Albania, Alemania, Andorra, Armenia, Austria, Bélgica, Bielorrusia, Bosnia y Herzegovina, Bulgaria, Ciudad del Vaticano, Chipre, Croacia, Dinamarca, Eslovaquia, Eslovenia, España, Estonia, Finlandia, Francia, Grecia, Hungría, Irlanda, Islandia, Italia, Kosovo, Letonia, Liechtenstein, Lituania, Luxemburgo, Macedonia, Malta, Moldavia, Mónaco, Montenegro, Noruega, Países Bajos, Polonia, Portugal, Reino Unido, República Checa, Rumanía, Rusia, San Marino, Serbia, Suecia, Suiza y Ucrania.
En el resto del mundo, Nestlé supervisaba directamente el comercio de Nestea.